# Ya'er Xiang
Ya'er Xiang (kinesiska: 亚尔乡, 亚尔) är en socken i Kina. Den ligger i den autonoma regionen Xinjiang, i den nordvästra delen av landet, omkring 160 kilometer sydost om regionhuvudstaden Ürümqi. Antalet invånare är 53 307. Befolkningen består av 26 459 kvinnor och 26 848 män. Barn under 15 år utgör 24,0 %, vuxna 15-64 år 70 %, och äldre över 65 år 5,0 %.
Genomsnittlig årsnederbörd är 94 millimeter. Den regnigaste månaden är juli, med i genomsnitt 21 mm nederbörd, och den torraste är mars, med 1 mm nederbörd.